# Stienus van Wijnen
Stienus Bertus van Wijnen (Rotterdam 19 juli 1906 - Brunssum 26 september 1979) was een NSB-opperluitenant en plaatsvervangend commissaris van politie en SS-Unterscharführer gedurende de Tweede Wereldoorlog in Nederland. 

## Biografie
Stienus werd geboren te Rotterdam als zoon van suikerwerker Johan Willem van Wijnen en Maaike Vissers. Hij werkte eerst als horlogemaker, maar in 1927 trad hij in dienst bij de Koninklijke Marechaussee.  Na zijn opleiding werkte hij onder meer in Heerlen, Siebengewald en Arnhem. Stienus treedt op 20 februari 1935 te Brunssum in het huwelijk met Maria Helena Alphenaar. In 1939 wordt hij wachtmeester bij de Marechaussee en in oktober wordt hij van Arnhem overgeplaatst naar Harlingen, welke onder leiding stond van opperwachtmeester Ludzer Jan de Goede.
De Goede maakte zich al snel zorgen over de pro-Duitse mentaliteit van Van Wijnen, waarmee hij aspirant-agenten in opleiding probeerde te beïnvloeden. Hij uitte zijn zorgen bij Heerke Walinga (middenstander en verzetsman) bij wie Van Wijnen een schuld van 500 fl. heeft. Walinga kaart dit aan bij de superieuren van Van Wijnen. Hij wordt zeer tegen zijn zin gedwongen een langlopend contract met afbetalingsregeling te tekenen. In januari 1941 wordt Van Wijnen lid van de NSB en volgt van juli 1941 t/m februari 1942 de politie opleiding te Schalkhaar. Hij meldt zich vervolgens in oktober 1942 voor de Nederlandse SS om op te klimmen tot Unterscharfüher (maart 1944).
Geholpen door zijn pro-Duitse houding, werd hij per 1 september 1942 benoemd tot inspecteur van politie/ opperluitenant van het politiekorps Harlingen. Hij volgde inspecteur van politie Tonny Jansen op, die per 15 november 1942 in Zaandam is aangesteld. Als korpschef voert Van Wijnen een wreed en hardvochtig beleid, waarbij hij niet terugdeinst voor mishandeling van verdachten en arrestanten. Hij organiseert razzia's naar mannen voor de arbeitseinsatz, op ondergedoken oud-militairen en vormt een steeds groter gevaar voor het verzet.
Ook voor zijn eigen personeel is hij een bedreiging en probeert de agenten Prins en De Klerk te laten ontslaan. Waarnemend burgemeester J.J.Krol weigert hier aan mee te werken. Van Wijnen wendt zich dan met meer succes tot de politiepresident der Staatpolitie te Leeuwarden. Prins en De Klerk moeten zich melden bij de Sicherheitspolizei in Leeuwarden in verband met 'sabotage acties tegen het Duitse gezag en korpsopdrachten'. 
De twee agenten duiken met hun gezinnen onder met hulp van verzetsleider Rients Bruinsma van Liauckamastate, Sexbierum. Prins ("Jorritsma") en De Klerk ("Van Kampen") nemen vanaf dat moment deel aan het verzet van de Knokploeg Sexbierum, waarbij de meegenomen dienstwapens (Browning FN pistolen) en uniformen nog van pas komen.
Door de top van het Friese verzet wordt besloten, op basis van een rapport van Anno Houwing (ondergedoken rijksrechercheur en aan de basis van het Veemgericht), tot liquidatie van Van Wijnen. Rients Bruinsma, in oktober officieel geïnstalleerd als leider van de Knokploeg Sexbierum, wordt voor de uitvoering benaderd. Na aanvankelijke op geloofsgronden gebaseerde twijfel bij Bruinsma wordt de opdracht geaccepteerd en tot uitvoer gebracht. Voor de daadwerkelijke aanslag worden twee ondergedoken Harlinger jonge mannen van de KP Sexbierum aangewezen: Gerrit Schuil en Gerben Désire Oswald. 
Op woensdagavond 3 november 1943 nadat Van Wijnen een voorstelling bij georganiseerd door de 'Gemeenschap Vreugde en Arbeid', onderdeel van het Nederlands Arbeids Front - de gelijkgeschakelde vakvereniging van Nederland heeft bijgewoond en onder bewaking terug naar huis loopt, worden er 4 tot 6 kogels op hem afgevuurd door Schuil en/of Oswald. Zijn begeleiding vlucht weg en Van Wijnen valt zwaar gewond neer. Oswald en Schuil weten zonder (directe) sporen of herkenning weg te komen. Van Wijnen belandt vervolgens in het R.K. ziekenhuis St. Josef Harlingen met bewaking. De volgende dag wordt hij overgebracht naar een Duits hospitaal in Leeuwarden. 
De dag na de aanslag wordt een avondklok ingesteld voor Harlingen vanaf 20.00 u. 's avonds, door de nieuwe pro-Duitse burgemeester P.J.E. Dekker. Deze is net die dag geïnstalleerd. Als verdachten van de aanslag worden aangemerkt de eerder genoemde ondergedoken politieagenten Prins en de Klerk en er wordt een beloning uitgeloofd van 10.000 fl. 
Na 6 weken herstel, rond half december, gaat Van Wijnen weer aan de slag. In die tijd nemen de gebeurtenissen een dramatische wending voor de KP Sexbierum met een dodelijke afloop voor de plegers van de aanslag: Gerrit Schuil en Gerben D. Oswald. Nadat medeonderduiker Frans Michon naar huis is teruggestuurd en in handen van de Duitsers belandt, verraadt hij de verblijfplaats van talloze onderduikers en verzetsmensen door heel Friesland. Een week na zijn wegsturen vindt de razzia op het KP hoofdkwartier Liauckamastate te Sexbierum plaats en worden Schuil en Oswald opgepakt en gevangen gezet. Tijdens de rechtszaak van het polizeistandgericht op 14 februari 1944 te Assen, waarbij Van Wijnen aanwezig is, worden Schuil en Oswald voor de moordaanslag ter dood veroordeeld. De executie vindt in de dagen daarna plaats in de Kennemerduinen bij Amsterdam. Frans Michon werd na de oorlog veroordeeld tot een levenslange gevangenisstraf.
Van Wijnen wordt in 1944 overgeplaatst van Harlingen naar Meppel en bevordert tot kapitein. Voor zijn vertrek naar Meppel, waar hij zijn wrede beleid en optreden voortzet, is hij betrokken bij de uitvoering van de Silbertanne moorden van de Duitse SD op oudejaarsavond 1943. Deze zijn het gevolg van een geslaagde aanslag door het Groninger verzet (uitvoering: Reint en Piet Dijkema) op eerste luitenant van politie Elsinga eerder die dag. Samen met twee mede SD-handlangers, Grave en Van Vliet, is Van Wijnen verantwoordelijk voor de moord op zes Groningers, onder wie Johannes Swint.
Van Wijnen vluchtte aan het einde van de oorlog via Harlingen naar Terschelling. Op 27 juli 1945 wordt in de kranten het gevangenschap van Stienus vermeld te Scheveningen. Tijdens zijn gevangenschap scheidt hij van zijn vrouw op 29 januari 1948. Op 22 september 1949 begint de eerste zitting van de strafzaak tegen Van Wijnen door de Bijzondere Strafkamer te Assen. Hierna volgen nog twee zittingen. 
Hij laat zich tijdens de rechtszaak niet verdedigen. Hij eist 'volledig vrijspraak en onmiddellijke vrijlating', omdat hij naar zijn zeggen niet meer dan zijn plicht heeft uitgevoerd, "met uitbanning van ieder persoonlijk gevoel". Van enige vorm van spijt of wroeging is geen sprake. Op 16 februari1950 volgt de eis van een levenslange gevangenisstraf, ontzetting uit het kiesrecht en de mogelijkheid ambten te vervullen. De doodstraf wordt niet geëist omdat rekening wordt gehouden met de complexe positie van politiefunctionarissen. Op 2 maart 1950 doet de Bijzondere Strafkamer Assen uitspraak in de zaak en wordt conform de eis een levenslange gevangenisstraf opgelegd. De straf wordt in 1959 omgezet naar 22 jaar. Met aftrek zouden dan nog 8 jaar resteren. Het is onduidelijk wanneer Van Wijnen precies is vrijgekomen. Van Wijnen heeft nooit berouw getoond en huwde nog tweemaal.